# Диллингхем (зона переписи населения)

Диллингхем на карте Аляски

Диллингхем (англ. Dillingham Census Area) — зона переписи населения в штате Аляска, США. Является частью неорганизованного боро и потому не имеет административного центра. Крупнейшим населённым пунктом на данной территории является город Диллингхем. Население зоны по данным переписи 2010 года составляет 4847 человек.

## География
Площадь зоны — 54 170 км², из которых 48 090 км² занимает суша и 6080 км² (11,2 %) занимают открытые водные пространства. Граничит с зоной переписи населения Бетел (на севере и западе), а также с боро Лейк-энд-Пенинсула (на востоке). На юге омывается водами Бристольского залива Берингова моря.

## Население
По данным переписи 2000 года, население зоны составляет 4922 человека. Плотность населения равняется 0,09 чел/км². Расовый состав зоны включает 21,64 % белых; 0,37 % чёрных или афроамериканцев; 70,13 % коренных американцев; 0,61 % азиатов; 0,02 % выходцев с тихоокеанских островов; 0,55 % представителей других рас и 6,68 % представителей двух и более рас. 2,26 % из всех рас — латиноамериканцы. 34,6 % населения зоны говорят дома на юпикских языках.
Из 1529 домохозяйств 45,3 % имеют детей в возрасте до 18 лет, 51,1 % являются супружескими парами, проживающими вместе, 15,0 % являются женщинами, проживающими без мужей, а 27,7 % не имеют семьи. 23,3 % всех домохозяйств состоят из отдельно проживающих лиц, в 3,6 % домохозяйств проживают одинокие люди в возрасте 65 лет и старше. Средний размер домохозяйства составил 3,20, а средний размер семьи — 3,84.
В зоне проживает 38,1 % населения в возрасте до 18 лет; 7,7 % от 18 до 24 лет; 28,9 % от 25 до 44 лет; 19,5 % от 45 до 64 лет и 5,7 % в возрасте 65 лет и старше. Средний возраст населения — 29 лет. На каждые 100 женщин приходится 109,0 мужчин. На каждые 100 женщин в возрасте 18 лет и старше приходится 108,8 мужчин.
Динамика численности населения по годам:
| 1960 | 1970 | 1980 | 1990 | 2000 | 2010 |
| ---- | ---- | ---- | ---- | ---- | ---- |
| 4024 | 3485 | 4616 | 4012 | 4922 | 4847 |

### Города
- Алекнагик
- Кларкс-Пойнт
- Диллингхем
- Экуок
- Манокотак
- Нью-Стуяхок
- Тогиак

### Статистически обособленные местности
- Колиганек
- Портидж-Крик[англ.]
- Твин-Хиллс[англ.]